# Thecla jago
Thecla jago är en fjärilsart som beskrevs av Comstock och Huntington 1943. Thecla jago ingår i släktet Thecla och familjen juvelvingar. Inga underarter finns listade i Catalogue of Life.